# Dossier verde di Göring

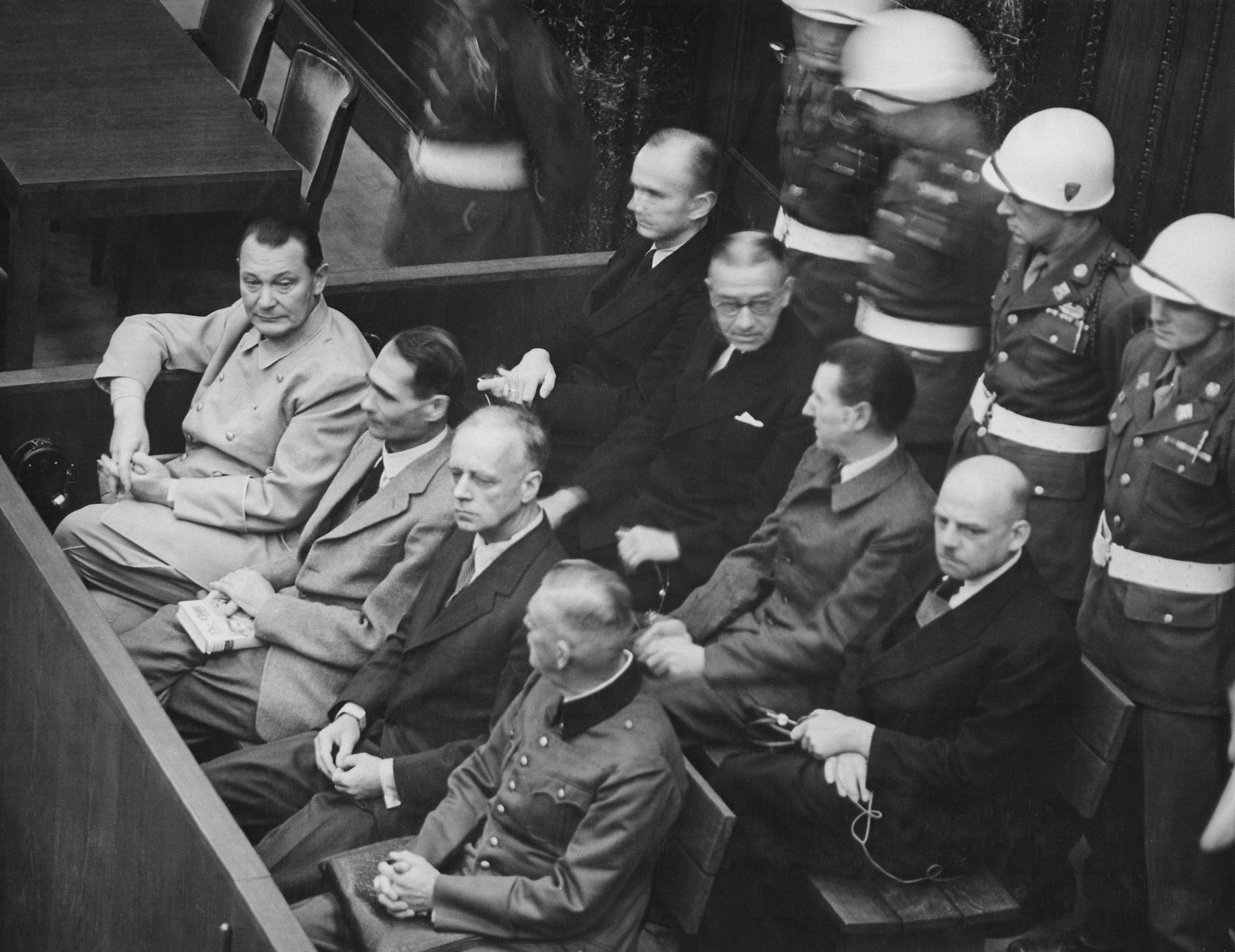
Göring (a sinistra della prima fila) al processo di Norimberga

Con Dossier verde di Göring ci si riferisce a un documento appartenente al Reichsmarschall Hermann Göring presentato al processo di Norimberga: fu la direttiva politica principale per lo sfruttamento economico dell'Unione Sovietica occupata.
Le implicazioni di questo documento furono la morte per fame di milioni di slavi, in parte avvenute durante l'Olocausto, l'abbandono dei soldati sovietici catturati dai nazisti che di conseguenza portò a enormi tassi di mortalità e l'espropriazione del cibo nelle aree occupate dell'Unione Sovietica. Viene anche indicato come Documento della Procura Sovietica, Reperto URSS 10.

## Piano Oldenburg
Il piano "Oldenburg" fu il nome in codice della sezione economica all'interno del piano di attacco all'Unione Sovietica.
Dopo l'invasione dell'Unione Sovietica, Hitler incaricò Göring di sviluppare un piano per il futuro sfruttamento del territorio conquistato a est. Sotto la guida di Göring, nacque appunto il piano noto come Oldenburg, fu previsto il sequestro di tutte le scorte di materie prime e delle grandi imprese industriali nel territorio tra la Vistola e gli Urali: secondo questo piano, le risorse più preziose dovettero essere inviate al Reich e quelle che non furono inviate in Germania sarebbero state invece distrutte; in questo modo la regione europea dell'Unione Sovietica sarebbe diventata economicamente decentralizzata e si sarebbe trasformata in un'appendice agricola della Germania.
Il piano originale fu approvato in una riunione segreta il 1º marzo 1941 (protocollo 1317-PS), nei due mesi successivi il piano fu elaborato più in dettaglio e quindi adottato il 29 aprile 1941 (protocollo incontro segreto 1157-PS). Secondo il piano, il territorio da occupare nell'Unione Sovietica sarebbe stato diviso in cinque ispettorati economici, tre dei quali assegnati all'esercito nord (Leningrado), uno per l'esercito centro (Mosca) e uno per l'esercito sud (Kiev), uno per il Caucaso (Baku), ed uno di riserva, con 23 comandanti economici, oltre a 12 incarichi.
L'8 maggio 1941 furono adottate le "Istruzioni comuni a tutti i commissari del Reich nei territori orientali occupati", sulla base di questo piano (documenti 1029-PS, 1030-PS).

## Hungerplan

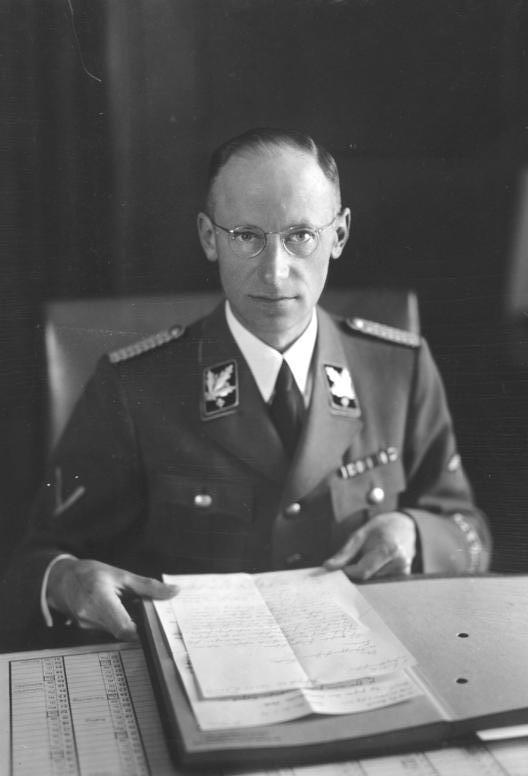
Herbert Backe

Fu formato un comitato separato per organizzare la raccolta del cibo nei territori occupati, secondo lo Hungerplan di Herbert Backe. Aveva il compito di garantire che entro il 1942 le forze armate tedesche fossero completamente alimentate dalle risorse dell'Unione Sovietica, senza tener conto dei bisogni della popolazione sovietica.
In accordo con l'ordinanza del 16 giugno 1941 del Comando Supremo del Capo di Stato Maggiore della Wehrmacht Wilhelm Keitel, la principale sfida economica per i territori sequestrati all'Unione Sovietica fu descritta come "un immediato e pieno sfruttamento dei territori occupati nelle aree favorevoli all'economia di guerra della Germania, in particolare nei settori alimentare e petrolifero".
Göring, che sovrintendeva direttamente al quartier generale "Oldenburg", scrisse:
Poco dopo l'inizio della campagna tedesca contro l'Unione Sovietica, il 15 luglio 1941, scrisse:
Inizialmente, la dirigenza militare tedesca ritenne che durante la guerra non sarebbe stato necessario ricostruire l'industria dell'Unione Sovietica o utilizzare le sue ricchezze naturali e che sarebbe stata sufficiente una politica di sequestro dei soli prodotti finiti e delle materie prime presenti nei magazzini. Successivamente, stilarono una contabilità dell'industria e delle miniere per garantire la loro sicurezza e per stabilire l'amministrazione civile dei territori catturati. Quando la rapida fine della guerra non si concretizzò e la Germania subì al tempo stesso grandi perdite di manodopera, attrezzature e armi, le scorte esistenti iniziarono a esaurirsi rapidamente. La leadership tedesca iniziò urgentemente a sviluppare un piano per l'uso economico dei territori occupati, durante la guerra stessa: in questo modo la dirigenza tedesca dovette abbandonare l'attuazione del piano Oldenburg per l'inadeguatezza.
Dopo la fine della guerra, le attività sostenute dal quartier generale Oldenburg furono oggetto di investigazione e anche come prova per le condanne presso il Tribunale di Norimberga.